# Ocyptamus abata
Ocyptamus abata är en tvåvingeart som först beskrevs av Charles Howard Curran 1938.  Ocyptamus abata ingår i släktet Ocyptamus och familjen blomflugor. Inga underarter finns listade i Catalogue of Life.